# CD Marathón
Club Deportivo Marathón – honduraski klub piłkarski z siedzibą w mieście San Pedro Sula, stolicy departamentu Cortés. Występuje w rozgrywkach Liga Nacional. Domowe mecze rozgrywa na obiekcie Estadio Yankel Rosenthal.

## Osiągnięcia

### Krajowe
- Liga Nacional

| zwycięstwo (9):      | 1979, 1985, 2002 (C), 2003 (C), 2004 (A), 2007 (A), 2008 (A), 2009 (A), 2018 (C)                                                           |
| drugie miejsce (16): | 1966, 1967, 1973, 1980, 1987, 2001 (A), 2004 (C), 2005 (C), 2005 (A), 2007 (C), 2008 (C), 2012 (C), 2014 (C), 2019 (A), 2020 (A), 2024 (C) |

- Copa de Honduras

| zwycięstwo (2):     | 1994, 2017 |
| drugie miejsce (1): | 1972       |

- Supercopa de Honduras

| zwycięstwo (1):     | 2019 |
| drugie miejsce (1): | 2017 |

## Aktualny skład
Stan na 1 października 2023.
| Nr | Poz. | Piłkarz                  |
| -- | ---- | ------------------------ |
| 2  | OB   | Sebastián Gorga          |
| 4  | OB   | André Orellana           |
| 5  | PO   | Francisco Martínez       |
| 7  | PO   | Isaac Castillo           |
| 8  | PO   | Tomás Sorto              |
| 9  | NA   | Clayvin Zúñiga (kapitan) |
| 10 | PO   | Damin Ramírez            |
| 11 | NA   | Selvin Guevara           |
| 14 | OB   | Javier Arriaga           |
| 15 | OB   | Allans Vargas            |
| 16 | OB   | Johnny Leverón           |
| 19 | OB   | José Aguilera            |
| 21 | PO   | Odín Ramos               |
| 22 | NA   | Kilmar Peña              |

| Nr | Poz. | Piłkarz          |
| -- | ---- | ---------------- |
| 23 | BR   | César Samudio    |
| 27 | NA   | Samuel Elvir     |
| 27 | OB   | Félix Crisanto   |
| 29 | OB   | Jeyson Contreras |
| 30 | NA   | Cristian Sacaza  |
| 31 | PO   | Allan Banegas    |
| 34 | NA   | Jeffry Miranda   |
| 35 | NA   | Víctor Berrios   |
| 48 | OB   | Adrián Ramírez   |
| 55 | OB   | Mikel Santos     |
| 61 | BR   | Luis Ortiz       |
| 67 | PO   | Axel Motiño      |
| 77 | BR   | Edwin Chávez     |

## Trenerzy
- Jairo Ríos (2005)
- Juan de Dios Castillo (2005–2006)
- Gilberto Yearwood (2006)
- Manuel Keosseian (2006)
- Jorge Pineda (2007)
- Manuel Keosseian (2007)
- José de la Paz Herrera (2008)
- Manuel Keosseian (2010)
- Nicolás Suazo (2010)
- Edwin Pavón (2010)
- José de la Paz Herrera (2011)
- Manuel Keosseian (2011–2012)
- Ramón Maradiaga (2012)
- Manuel Keosseian (2012)
- Carlos Martínez (2013)
- Mario Beata (2013)
- Manuel Keosseian (2014)
- Héctor Castellón (2015)
- Jairo Ríos (2015–2016)
- Carlos Pavón (2016)
- Manuel Keosseian (2017)
- Héctor Vargas (2017–2021)
- Martín García (2021–2022)
- Jorge Pineda (2022)
- Manuel Keosseian (2022)
- Salomón Nazar (od 2023)